# Меллорі Бердетт
Меллорі Бердетт (англ. Mallory Burdette; нар. 28 січня 1991) — колишня американська тенісистка.
Найвищу одиночну позицію світового рейтингу — 68 місце досягла 24 червня 2013, парну — 292 місце — 13 серпня 2012 року.
Здобула 2 одиночні титули туру ITF.
Найвищим досягненням на турнірах Великого шолома було 3 коло в одиночному розряді.
Завершила кар'єру 2014 року.

## Фінали ITF

### Одиночний розряд: 2 (2–0)
| турніри $100,000 |
| турніри $75,000  |
| турніри $50,000  |
| турніри $25,000  |
| турніри $10,000  |

| Результат | Ранг | Дата          | Турнір                   | Покриття | Суперниця       | Рахунок  |
| Перемога  | 1.   | 22 липня 2012 | Евансвілл (Індіана), США | Тверде   | Дуань Їнїн      | 6–1, 6–2 |
| Перемога  | 2.   | 5 серпня 2012 | Ванкувер, Канада         | Тверде   | Джессіка Пегула | 6–3, 6–0 |

### Парний розряд 1 (0–1)
| турніри $100,000 |
| турніри $75,000  |
| турніри $50,000  |
| турніри $25,000  |
| турніри $10,000  |

| Результат | Ранг | Дата          | Турнір                   | Покриття | Партнерка       | Суперниці у фіналі   | Рахунок  |
| Поразка   | 1.   | 22 липня 2012 | Евансвілл (Індіана), США | Тверде   | Наталі Плускота | Дуань Їнїн Сюй Їфань | 6–2, 6–3 |

## Досягнення в одиночних змаганнях
| W | Ф | ПФ | ЧФ | #Р | КТ | К# | DNQ | A | NH |

| Турніри Великого шолома                |    |    |  |     |
| Відкритий чемпіонат Австралії з тенісу |    |    |  | 0–0 |
| Відкритий чемпіонат Франції з тенісу   |    | 2р |  | 1–1 |
| Вімблдонський турнір                   |    | 1р |  | 0–1 |
| Відкритий чемпіонат США з тенісу       | 3р | 1р |  | 2–2 |